# Erich Langlotz
Erich Langlotz (* 14. Februar 1893; † 22. Mai 1943) war ein deutscher Kryptologe. Zusammen mit Rudolf Schauffler und Werner Kunze entwickelte er in den frühen 1920er-Jahren das Einmal-Block-Verfahren (englisch One-Time-Pad) zur Anwendung beim Auswärtigen Amt (AA) der Weimarer Republik. 

## Leben
Über sein Leben ist nur wenig bekannt. Er hatte im Ersten Weltkrieg als junger Offizier im Heer des Deutschen Kaiserreichs gedient. Zuletzt war er im Rang eines Leutnants Nachrichtenoffizier beim Chef des Nachrichtenwesens im Großen Hauptquartier. Unmittelbar nach dem Krieg, noch im Jahr 1918, wechselte er ins Auswärtige Amt. Hier begann ab dem 26. Februar 1919 Curt Selchow mit dem Aufbau eines Chiffrierbüros, bezeichnet als „Referat I Z“ und so getarnt als Unterabteilung Z der Abteilung I (Römisch Eins), scheinbar zuständig für Personal und Haushalt. (Hieraus entstand 1936 Pers Z.) Dabei wurde Selchow durch Langlotz und weitere Mitarbeiter unterstützt, wie Brandes, Hoffmann, Kunze, Paschke, Schauffler und Zastrow, die sich alle noch aus der Zeit des Krieges untereinander kannten.
Am 1. Oktober 1919 bekam Langlotz den Auftrag, ein innovatives und möglichst unbrechbares Chiffrierverfahren für das AA zu entwickeln. Während zu dieser Zeit, in den frühen 1920er-Jahren, durch den technischen Fortschritt begünstigt, der sich unter anderem in Erfindungen wie der elektrischen Schreibmaschine und des Fernschreibers zeigte, zur Verschlüsselung von Texten immer mehr Maschinenverfahren eingesetzt wurden, beispielsweise Rotor-Chiffriermaschinen, stand Langlotz dieser neuen Technik mit Skepsis gegenüber. Er favorisierte für die besonderen Zwecke im AA weiterhin Handschlüsselmethoden, da diese ein höheres Sicherheitsniveau versprachen als es jede mechanische Methode bieten konnte.
Unter seiner Leitung entstand durch Kunze und Schauffler innerhalb von zwei Jahren eine anwendungsreife Implementierung des One-Time-Pad-Verfahrens. Dieses wurde als „Einmal-Blöcke“ bezeichnet. Dabei handelte es sich um 50 Blätter, die jeweils mit 48 Gruppen fünfstelliger, zufällig erscheinender Ziffernfolgen bedruckt waren. Diese wurden auch als „i‑Wurm“ (individueller Wurm) bezeichnet. Die Einmal-Blöcke wurden benutzt, um diplomatische Nachrichten, die mithilfe der damals allgemein üblichen Codebücher verschlüsselt worden waren, durch den i‑Wurm zu überschlüsseln. Vorausgesetzt, die Zahlen sind wirklich zufällig und werden nur einmal genutzt, dann können so entstandene Geheimtexte nicht entziffert werden. Diese Chiffiermethode, auch als Blockverfahren bezeichnet, wurde vom diplomatischen Dienst des AA viele Jahrzehnte lang benutzt, bis hinein in die 1950er-Jahre der frühen Bundesrepublik Deutschland.
Erich Langlotz wurde 50 Jahre alt. Er starb während der Zeit des Zweiten Weltkriegs durch Suizid.